# Skolskjutningen i Bäckby
Skolskjutningen i Bäckby var en skjutning som skedde den 2 april 2024 i Bäckby i Vanda stad i Finland. Skolskjutningen ägde rum i Viertola skolas Jokiranta-undervisningsenhet. Under händelsen dog en person och två skadades allvarligt. Både skytten och offren var 12 år gamla elever i samma klass vid tidpunkten för händelsen. Misstänkta gärningsmannen greps snabbt efter händelsen av polisen i Brobacka i Helsingfors. Han misstänks för mord och två mordförsök.

## Händelser
Skjutningen ägde rum i en allmänundervisningsklass i Paviljongbyggnaden på skolans Jokiranta-undervisningsenhet. Eleverna stängdes in i sina klassrum och förblev där även efter att den misstänkte hade gripits. Polisen fick larm om skjutningen cirka klockan 9.08 och anlände till skolan inom nio minuter. Den första ambulansen kom till platsen ungefär klockan 9.23. Totalt kom fem ambulansenheter, en ambulansläkarenhet och en första hjälpen-fältledningsenhet till platsen.
Efter skjutningen varnade polisen invånarna i området för möjlig fara. Polisen grep den misstänkte i Brobacka runt klockan 10.00 och tog kontroll över handeldvapnet. Vid cirka 12.20 hävdes inneslutningen på närliggande skolor och daghem.
Enligt en artikel publicerad av Rundradion använde den misstänkte skytten ett vapen som tillhörde en närstående. Det var inte känt på händelsedagen hur den misstänkta barnet hade fått tag i vapnet. Enligt polisen var vapnet en revolver.
Enligt polisens utredning övertalade en lärare den beväpnade eleven att lämna skolan.

## Bakgrund
Onsdagen den 3 april 2024 meddelade polisen att de hade fastställt att motivet för skjutningen hade varit mobbning. Den misstänkte hade börjat gå i Viertola skola den 8 januari 2024 efter att ha flyttat till orten. Handlingen verkar ha varit planerad. Den misstänkte har ingen tidigare brottslig bakgrund och är finsk medborgare.

## Offren
I skjutningen dog en sjätteklassare på platsen och två sjätteklassflickor skadades mycket allvarligt. De skadade vårdades på Nya barnsjukhuset i Helsingfors. En av de skadade är finsk medborgare och den andra har både finskt och kosovanskt medborgarskap. Både offren och den misstänkta var alla 12 år gamla elever i samma klass.

## Efterbehandling av händelsen i Vanda
Vanda och Kervo välfärdsområde ordnade snabbt stöd för offrens anhöriga och invånarna i området efter händelsen. Vanda församlingar öppnade Dickursby kyrka samma kväll och församlingarnas personal var på plats för samtalsstöd. Finlands Röda Kors och Mannerheims Barnskyddsförbund publicerade riktlinjer för att ge psykiskt stöd till barn och ungdomar. Mieli rf:s krislinje bemannades för att ta emot samtal.
När eleverna återvände till skolan dagen därpå hade Vanda stad dirigerat personal från andra skolor för att stödja eleverna. Vanda och Kervo välfärdsområdes social- och krisjour samt Finlands Röda Kors krisjour var också närvarande.
Finskspråkig Sekasin-Chat, som erbjuder stöd för unga, överbelastades av samtal. I samtalen till Mannerheims Barnskyddsförbunds föräldratelefon, barn- och ungdomstelefon samt online-chat visade föräldrarnas ångest och oro. I samtalen från barn och ungdomar framkom rädsla och ångest över händelsen samt rädsla för att gå till skolan. Bland annat den svenskspråkiga chatten Ärligt talat, föreningen Hem och Skola samt med Baranvårdsföreningen ordnade anvisningar och stöd på svenska.
SOS Barnbyar öppnade en rapportkanal i hjälp-chatten, där ett barn kan rapportera om mobbning i skolan, årskursen eller klassen. Efter rapporten kontaktar SOS Barnbyar skolan. Även Rädda Barnen i Finland erbjöd stöd åt föräldrar och barn i krissituationen.

## Reaktioner

### Reaktioner i Finland
Inrikesministeriet beordrade statliga myndigheter och institutioner att flagga på halv stång till följd av skolskjutningen i Bäckby den 3 april 2024. Även privatpersoner och organisationer uppmanades att delta i flaggningen. Republikens president Alexander Stubb uttryckte sin chock över skolskjutningen i Vanda. Statsminister Petteri Orpo sade att skjutningen lämnade en utan ord. Även inrikesminister Mari Rantanen och undervisningsminister Anna-Maja Henriksson uttryckte sin chock över det inträffade. SDP:s ordförande Antti Lindtman skrev på meddelandetjänsten X att "många nu upplever något som ingen någonsin borde behöva uppleva". Riksdagen höll en tyst minut till minne av offren för skolskjutningen i Vanda i början av ett plenarsammanträde den 3 april klockan 14.
I ett uttalande den 2 april uttryckte ishockeyligan FM-ligan och dess klubbar sina kondoleanser till offren för skolskjutningen i Vanda och deras anhöriga. Spelarna från Pelicans och HIFK höll en tyst minut på Lahtis Isku Areena samma kväll före starten av den sjunde kvartsfinalmatchen.

### Reaktioner utomlands
Skolskjutningen i Vanda väckte uppmärksamhet globalt. Sveriges statsminister Ulf Kristersson uttryckte sina kondoleanser på svenska och engelska. Kondoleanser framfördes också av bland andra Sveriges kung Carl XVI Gustaf, Även Danmarks statsminister Mette Frederiksen, Estlands president Alar Karis och Lettlands president Edgars Rinkēvičs uttryckte sin sorg. Händelsen togs upp i huvudnyheterna under dagen bland annat i Storbritannien av The Guardian och BBC, i USA av CNN, på Malta av Times of Malta samt i Sverige av SVT och Dagens Nyheter.